# Oscar Saavedra
Oscar Saavedra San Martin (* 29. Juni 1940 in La Paz; † 8. April 2018 in Bonvicino) war ein bolivianischer experimenteller Astro-Teilchenphysiker. Er war Professor an der Universität Turin.
Saavedra besuchte ein Jesuitenkolleg (Colegio San Calixto) in La Paz, arbeitete schon als Jugendlicher im Observatorium von Chacaltaya bei La Paz (Laboratio de Fisica Cosmica) und studierte mit einem Stipendium an der Universität Turin und promovierte 1964 an der Universität Mailand in Physik. Nach dem Studium war er – damals erst 25 Jahre alt – drei Jahre von 1966 bis 1968 Direktor des Observatoriums von Chacaltaya. Danach ging er nach Italien zurück und wurde Professor in Turin.
Saavedra organisierte eine alle zwei Jahre stattfindende lateinamerikanische Schule für Forschung zu kosmischer Strahlung und Astrophysik (School on Cosmic Rays and Astrophysics).
Er war ein führender Vertreter der Neutrino-Astrophysik und der Physik  Kosmischer Höhenstrahlung und an der Entstehung und Entwicklung des Untergrundlabors im Gran Sasso (LVD-Detektor) beteiligt sowie am LSD am Mont Blanc (der Neutrinodetektor war 1984 bis 1999 in Betrieb), wo er mit seinem Team wichtige Beiträge bei der Entdeckung von Neutrinos von der Supernova SN 1987A lieferte. Er war international sowohl in der Zusammenarbeit mit russischen Wissenschaftlern als auch südamerikanischen (Experimente in großen Höhen in den Anden in Bolivien, SLIM-Detektor im Chacaltaya Labor) beteiligt.
2007 erhielt er den Markow-Preis. 2009 wurde er Ehrendoktor der Universität von San Andres (UMSA) in La Paz, an der er auch Dozent war.